# Al-Qaeda tại bán đảo Ả Rập
Al-Qaeda tại bán đảo Ả Rập (tiếng Ả Rập: تنظيم القاعدة في جزيرة العرب, đã Latinh hoá: Tanẓīm al-Qā'idah fī Jazīrat al-'Arab ' Tổ chức căn cứ ở bán đảo Ả Rập; hoặc تنظيم قاعدة الجهاد في جزيرة العرب, Tanẓīm Qā'idat al-Jihad Fi Jazīrat al-'Arab, "Tổ chức Jihad của cơ sở ở bán đảo Ả Rập"), tiếng Anh: Al-Qaeda in the Arabian Peninsula (AQAP), còn được gọi là Ansar al-Sharia in Yemen (tiếng Ả Rập: جماعة أنصار الشريعة, Jamā'at Ansar tro-Shari'ah, "Nhóm của Helpers của Sharia "), là một tổ chức chiến binh Hồi giáo, chủ yếu hoạt động ở Yemen và Saudi Arabia. Nó được đặt tên theo al-Qaeda, và tuyên bố tổ chức này phụ thuộc vào nhóm trên và nhà lãnh đạo Osama bin Laden đã mất của nhóm, một công dân Saudi gốc Yemen. Tổ chức này được coi là hoạt động tích cực nhất  trong các chi nhánh, hay " nhượng quyền thương mại " của al-Qaeda, xuất hiện do sự lãnh đạo trung ương suy yếu của tổ chức gốc. Chính phủ Hoa Kỳ tin rằng AQAP là chi nhánh al-Qaeda nguy hiểm nhất. Nhóm này đã thành lập một tiểu vương quốc trong cuộc Cách mạng Yemen 2011, đang suy yếu về quyền lực sau những can thiệp của nước ngoài trong cuộc Nội chiến Yemen sau đó. 
Nhóm này đã được Liên Hợp Quốc và một số quốc gia và các tổ chức quốc tế chỉ định là một tổ chức khủng bố.